# Le Marin (quận)
Quận Le Marin là một quận của Pháp, nằm ở tỉnh Martinique, ở vùng Martinique. Quận này có 13 tổng và 12 xã.

## Các đơn vị hành chính

### Các tổng
Các tổng của quận Le Marin là: 
1. Les Anses-d'Arlet
2. Le Diamant
3. Ducos
4. Le François - Tổng thứ nhất Nord
5. Le François - Tổng thứ nhì Sud
6. Le Marin
7. Rivière-Pilote
8. Rivière-Salée
9. Sainte-Anne
10. Sainte-Luce
11. Saint-Esprit
12. Les Trois-Îlets
13. Le Vauclin

### Các xã
Các xã của quận Le Marin, và mã INSEE là: 
| 1. Ducos (97207)         | 2. Le Diamant (97206)        | 3. Le François (97210)     | 4. Le Marin (97217)       |
| 5. Le Vauclin (97232)    | 6. Les Anses-d'Arlet (97202) | 7. Les Trois-Îlets (97231) | 8. Rivière-Pilote (97220) |
| 9. Rivière-Salée (97221) | 10. Saint-Esprit (97223)     | 11. Sainte-Anne (97226)    | 12. Sainte-Luce (97227)   |